# 学校法人呉武田学園
学校法人呉武田学園（がっこうほうじんくれたけだがくえん）は、日本の学校法人。

## 概要
自ら略して呉港学園と自称することもある。また、同じ広島県内に広島文教大学などを運営する「学校法人武田学園」という名称の学校法人が存在するが同法人とは全く関係が無い。

## 沿革
- 文政元年（1818年）: 武田宗左衛門 - 山口県玖珂郡玖珂町に稽古屋敷を創立。
- 1874年（明治7年）- 1947年（昭和22年）: 欽明路支校→大正学校→大正中等学校→大正中学校→呉港中学校→呉商業学校と改称。
- 1948年（昭和23年）4月 : 学制改革により、呉港高等学校を設立。
- 1951年（昭和26年）: 学校法人呉港学園と組織変更。
- 1965年（昭和40年）: 内閣総理大臣岸信介より、学校法人呉港学園理事長武田甲斐人功徳碑建設。
- 1966年（昭和41年）: 呉市広町大新開の校舎に移転。
- 1967年（昭和42年）: 長ノ木町の旧校舎跡地には、武田中学校・高等学校の前身である呉中学校を開校。
- 1970年（昭和45年）: 設置法人名を学校法人呉港学園から学校法人呉武田学園に改称。
- 2018年（平成30年）: 創立200周年記念式典。

## 設置校
- 呉港高等学校
- 武田中学校・高等学校

## 不祥事
- ピエール・カルダンのライセンス管理会社元社長の遺族が相続税11億円脱税[3]。